# غلين أندرسون
غلين أندرسون (بالإنجليزية: Glenn Anderson)‏ (و. 1960  م) هو لاعب هوكي الجليد، من كندا، ولد في فانكوفر، شارك في الألعاب الأولمبية الشتوية 1980، مركز لعبه هو جناح ‏.

## التعليم
تعلم في جامعة دنفر.

## جوائز
حصل على جوائز منها:
- كأس ستانلي.

## روابط خارجية
- غلين أندرسون على موقع دوري الهوكي الوطني (الإنجليزية)
- غلين أندرسون على موقع EliteProspects.com (الإنجليزية)
- غلين أندرسون على موقع Eurohockey.com (الإنجليزية)
- غلين أندرسون على موقع HockeyDB.com (الإنجليزية)
- غلين أندرسون على موقع Hockey-Reference.com (الإنجليزية)
- غلين أندرسون على موقع أوليمبيديا (الإنجليزية)